# 布魯克林 (伊利諾伊州)
布魯克林（英語：Brooklyn）是位於美國伊利諾伊州聖克萊爾縣的一個村落。

## 地理
布魯克林的座標為38°39′24″N 90°09′55″W / 38.65667°N 90.16528°W，而該地最高點為海拔高度126米（即413英尺）。

## 人口
根據2010年美國人口普查的數據，布魯克林的面積為2.15平方千米，當中陸地面積為2.15平方千米，而水域面積為0.00平方千米。當地共有人口749人，而人口密度為每平方千米348人。